# Mercedesz Kantor
Mercedesz Kántor-Warden (Modena, 8 settembre 1998) è una pallavolista italiana, di origine ungherese, schiacciatrice e capitana del Lugano. È figlia dell'ex pallavolista Sándor Kántor. Nel 2019-2020 la squadra ha partecipato alla Challenge Cup, nel 2023 hanno conquistato uno storico terzo posto nel campionato e un secondo posto nella Coppa Svizzera. L'11 agosto 2023 sposa il giocatore di basket Hamish Warden.  

## Palmarès
- 2. posto Coppa Svizzera (Lugano, 2023)
- 3. posto LNA (Campionato Svizzera, Lugano, 2023)
- Campionato italiano: Serie A2 Finale (Zambelli Orvieto, 2019)
- Campionato italiano: 2,  U16, U18 Volleyrò Casal de' Pazzi

## Premi individuali
- Top Scorer (2021, 2022)